# Ioan Balan
Ioan Balan (n. 22 ianuarie 1967, Cajvana, România) este un deputat român, ales în 2008 din partea Partidului Democrat Liberal. 
În timpului mandatului 2012–2016, partidul său a fuzionat cu Partidul Național Liberal și de atunci este membru al acestuia.